# Paragattyana micropoides
Paragattyana micropoides är en ringmaskart som först beskrevs av Augener 1918.  Paragattyana micropoides ingår i släktet Paragattyana och familjen Polynoidae. Inga underarter finns listade i Catalogue of Life.